# Suelhac
Seuillet és un municipi francès, situat al departament de l'Alier i a la regió d'Alvèrnia-Roine-Alps. L'any 2007 tenia 470 habitants.

## Demografia

### Població
El 2007 la població de fet de Seuillet era de 470 persones. Hi havia 179 famílies de les quals 38 eren unipersonals (17 homes vivint sols i 21 dones vivint soles), 50 parelles sense fills, 79 parelles amb fills i 12 famílies monoparentals amb fills.
La població ha evolucionat segons el següent gràfic:
Habitants censats

### Habitatges
El 2007 hi havia 192 habitatges, 177 eren l'habitatge principal de la família i 15 estaven desocupats. 189 eren cases i 2 eren apartaments. Dels 177 habitatges principals, 143 estaven ocupats pels seus propietaris, 33 estaven llogats i ocupats pels llogaters i 1 estava cedit a títol gratuït; 7 tenien dues cambres, 24 en tenien tres, 66 en tenien quatre i 80 en tenien cinc o més. 169 habitatges disposaven pel capbaix d'una plaça de pàrquing. A 60 habitatges hi havia un automòbil i a 106 n'hi havia dos o més.

### Piràmide de població
La piràmide de població per edats i sexe el 2009 era:
| Homes | Edats   | Dones |
| ----- | ------- | ----- |
| 0     | 95 o +  | 0     |
| 0     | 90 a 94 | 0     |
| 4     | 85 a 89 | 4     |
| 4     | 80 a 84 | 4     |
| 0     | 75 a 79 | 0     |
| 4     | 70 a 74 | 4     |
| 8     | 65 a 69 | 8     |
| 12    | 60 a 64 | 4     |
| 8     | 55 a 59 | 12    |
| 8     | 50 a 54 | 4     |
| 20    | 45 a 49 | 16    |
| 20    | 40 a 44 | 28    |
| 36    | 35 a 39 | 12    |
| 4     | 30 a 34 | 24    |
| 4     | 25 a 29 | 16    |
| 4     | 20 a 24 | 4     |
| 12    | 15 a 19 | 20    |
| 16    | 10 a 14 | 32    |
| 28    | 5 a 9   | 8     |
| 24    | 0 a 4   | 0     |

## Economia
El 2007 la població en edat de treballar era de 332 persones, 257 eren actives i 75 eren inactives. De les 257 persones actives 238 estaven ocupades (134 homes i 104 dones) i 19 estaven aturades (11 homes i 8 dones). De les 75 persones inactives 20 estaven jubilades, 23 estaven estudiant i 32 estaven classificades com a «altres inactius».

### Ingressos
El 2009 a Seuillet hi havia 187 unitats fiscals que integraven 498 persones, la mediana anual d'ingressos fiscals per persona era de 16.406 €.

### Activitats econòmiques
Dels 11 establiments que hi havia el 2007, 1 era d'una empresa alimentària, 1 d'una empresa de fabricació d'altres productes industrials, 3 d'empreses de construcció, 4 d'empreses de comerç i reparació d'automòbils, 1 d'una empresa de transport i 1 d'una empresa d'hostatgeria i restauració.
Dels 3 establiments de servei als particulars que hi havia el 2009, 1 era un taller de reparació d'automòbils i de material agrícola, 1 paleta i 1 fusteria.
L'any 2000 a Seuillet hi havia 6 explotacions agrícoles.

## Equipaments sanitaris i escolars
El 2009 hi havia una escola elemental.

## Poblacions més properes
El següent diagrama mostra les poblacions més properes.